# Ambasada Białorusi w Moskwie
Ambasada Białorusi w Moskwie (biał. Пасольства Рэспублікі Беларусь у Маскве, Пасольства Рэспублікі Беларусь у Расійскай Федэрацыі; ros. Посольство Республики Беларусь в Москве, Посольство Республики Беларусь в Российской Федерации) – misja dyplomatyczna Republiki Białorusi w Federacji Rosyjskiej.

## Historia
Stosunki dyplomatyczne pomiędzy Białorusią i Rosją nawiązano 25 czerwca 1992. W 1993 Stałe Przedstawicielstwo Rady Ministrów Republiki Białorusi przy Radzie Ministrów Federacji Rosyjskiej przekształcono w Ambasadę Białorusi w Moskwie. 27 stycznia 1993 mianowano pierwszego ambasadora.

### Ambasadorzy
- Wiktar Danilenka (1993 – 1997)
- Uładzimir Hryhorjeu (1997 – 2006)
- Wasil Dałhalou (2006 – 2011)
- Andriej Kobiakow (2011 – 2012)
- Ihar Pietryszenka (2012 – 2018)
- Uładzimir Siamaszka (2018 – nadal)[2]

## Oddziały i konsulaty
Ambasada posiada 11 oddziałów. Są one zlokalizowane w następujących miastach:
- Chabarowsk
- Jekaterynburg
- Królewiec
- Kazań
- Krasnojarsk
- Niżny Nowogród
- Nowosybirsk
- Rostów nad Donem
- Petersburg
- Smoleńsk
- Ufa[3]

Białoruś nie posiada na terenie Rosji zawodowych placówek w randzie konsulatu lub konsulatu generalnego. Na terenie działalności ambasady działa czterech konsulów honorowych Białorusi. Mają oni siedzibę w Jełabudze, Krasnodarze, Moskwie oraz w Tiumeni.

## Budynek ambasady

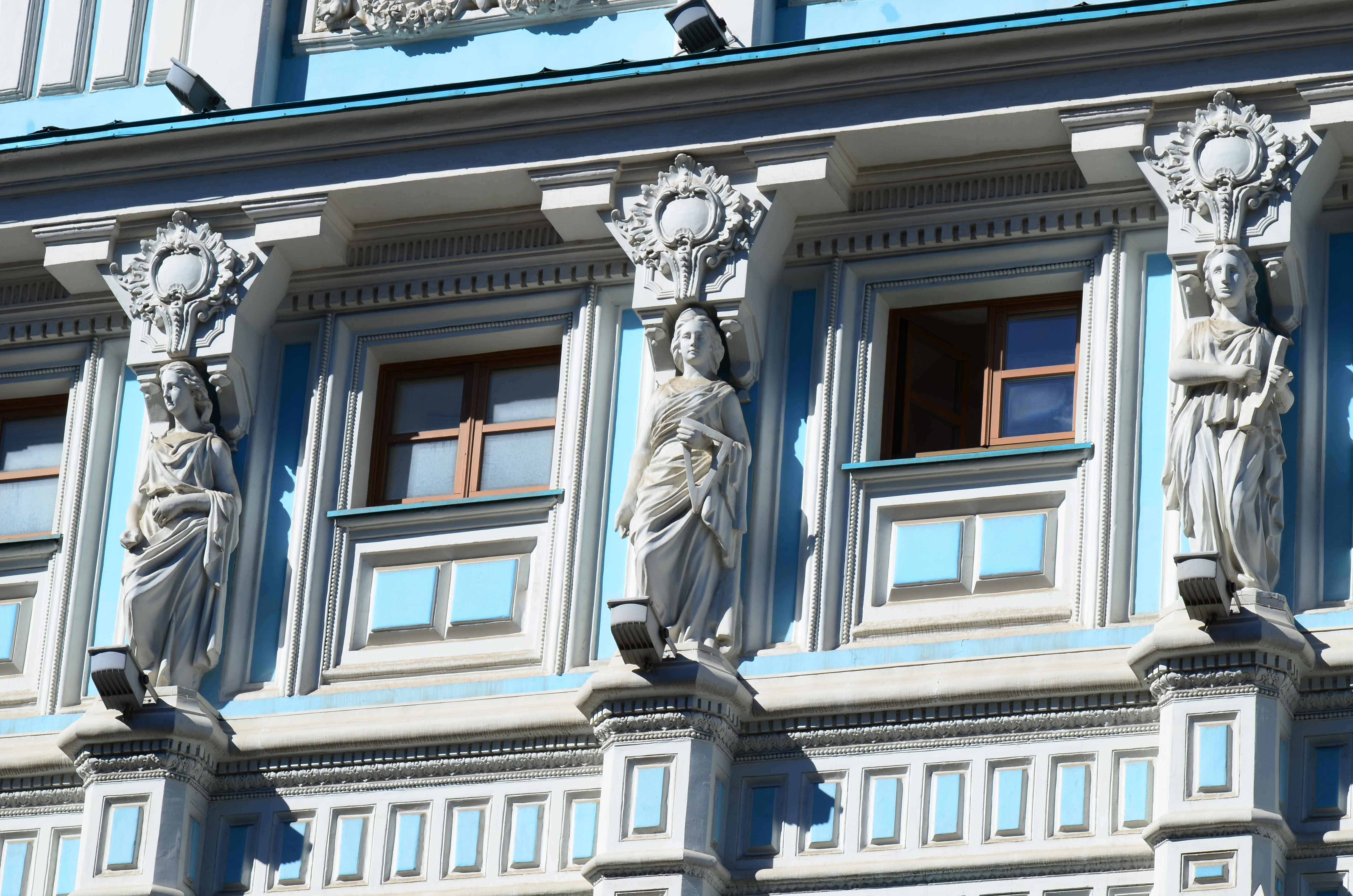
Fragment fasady ambasady z kariatydami

Ambasada Białorusi w Moskwie mieści się pałacu hrabiego Nikołaja Piotrowicza Rumiancewa z II poł. XVIII w., prawdopodobnie projektu Wasilija Bażenowa.
Pierwszy budynek w tym miejscu wybudował kupiec Chlebnikow. W 1793 kupił go hr. Piotr Rumiancew, na którego polecenie wnętrza pałacu przyozdobiono freskami przedstawiającymi bitwy wojen rosyjsko-tureckich, w których brał udział. Przy pałacu urządził on ogród. Po śmierci hrabiego w 1796, budynek odziedziczył jego syn Nikołaj Rumiancew – minister spraw zagranicznych Imperium Rosyjskiego, a po nim jego brat. Pałac był w rękach rodu Rumiancewów do 1835. W kolejnych dziesięcioleciach budynek kilkakrotnie zmieniał właścicieli. Zmieniono wtedy jego przeznaczenie – został przystosowany na mieszkania i lokale usługowe. Wówczas zniszczone zostały freski oraz ogród, na miejscu którego w II poł. XIX w. wzniesiono kolejny budynek z pokojami do wynajęcia. Prawdopodobnie w latach 60. lub 70. XIX w. powstała pseudobarokowa dekoracja pałacu. W czasach sowieckich do końca lat 60. XX w. w budynku znajdowały się mieszkania komunalne.
Na fasadzie ambasady istotny element stanowią kariatydy. Postacie na wysokości drugiego piętra symbolizują uprawę roślin i hodowlę bydła, posągi na trzecim piętrze reprezentują różne dziedziny sztuki.

## Inna działalność
Obok siedziby misji, przy zaułku Ormiańskim 6, mieści się należący do ambasady luksusowy Hotel Polesie. Gości on składających wizyty w Moskwie członków białoruskiego rządu. Istnieje również możliwość wynajmu pokoju przez osoby prywatne.